# Roman Minayev
Roman Eduardovich Minayev (tiếng Nga: Роман Эдуардович Минаев; sinh ngày 24 tháng 12 năm 1997) là một cầu thủ bóng đá người Nga thi đấu cho FC Avangard Kursk.

## Sự nghiệp câu lạc bộ
Anh có màn ra mắt tại Giải bóng đá chuyên nghiệp quốc gia Nga cho FC Avangard Kursk vào ngày 20 tháng 7 năm 2016 trong trận đấu với FC Energomash Belgorod.